# Ivanna Blajkevytch
Ivanna Blajkevitch (en ukrainien : Іванна Омелянівна Блажкевич, 1886-1977, née Borodievytch) était une femme politique, éducatrice et autrice pour enfants ukrainienne.

## Biographie
Elle est née en Royaume de Galicie et de Lodomérie à Denyssiv. 
Avec la Première guerre mondiale, son mari directeur d'école fut mobilisé, elle organisait une coopérative et poursuivait l'éducation et l'accueil des réfugiés.

### Hommages
Le musée Ivanna Blajkevytch a été créé à Denyssiv avec un buste la représentant et le Prix Ivanna Blajkevitch en 1993 ainsi qu'une rue à Ternopil.

### À lire
- Lettres de Olha Kobylianska à Blajkevytch, œuvres T5 1963.
- Livre de mémoires d'I. Blajkevitch, Halitch, 1991.
- Ce que nous obtiendrons grâce à la coopération, (Чого доб’ємось через кооперацію), 1926, n° 2.
- Le rôle des femmes dans la société, (Роль жінки в суспільстві), 1928, n° 8–9, 11–12.
- Y a-t-il quelque chose de plus brillant au monde ? (Чи є в світі що світліше?) К., 1977.
- L'hirondelle, (Ластівочка), К. 1986.